# Fontanès (Loara)
Fontanès – miejscowość i gmina we Francji, w regionie Owernia-Rodan-Alpy, w departamencie Loara.
Według danych na rok 1990 gminę zamieszkiwało 525 osób, a gęstość zaludnienia wynosiła 79 osób/km² (wśród 2880 gmin regionu Rodan-Alpy Fontanès plasuje się na 1124. miejscu pod względem liczby ludności, natomiast pod względem powierzchni na miejscu 1386.).